# Alona hercegovinae
Alona hercegovinae là một loài động vật giáp xác thuộc họ Chydoridae. Đây là loài đặc hữu của Bosnia và Herzegovina. Môi trường sống tự nhiên của chúng là karst nội địa.